# Martin Wormskjöld
Martin Wormskjöld, ou Morten Wormskjöld, né le 16 janvier 1783 à Copenhague et mort le 22 novembre 1845 à Gaunø, est un botaniste danois qui fut aussi phycologue et mycologue. Il effectua plusieurs expéditions au Groenland entre 1812 et 1815. En 1816, il participa à l'expédition d'Otto von Kotzebue au Kamtchatka, où il demeura pendant deux ans. Il en rapporta de nombreux spécimens botaniques.

## Hommages
- (Brassicaceae) Draba wormskioldii Fisch. ex Spreng.[1]

- (Cyperaceae) Carex wormskioldiana Hornem.[2]

- (Cyperaceae) Physiglochis wormskioldii (Drejer) Raf.[3]

- (Fabaceae) Lupinaster wormskioldii C.Presl[4]

- (Lythraceae) Ammannia wormskioldii Fisch. & C.A.Mey.[5]

- (Saxifragaceae) Saxifraga wormskioldii Fisch. ex DC.[6]

- (Scrophulariaceae) Veronica wormskjoldii Roem. & Schult.[7]